# Académie technique militaire (Royaume de Prusse)

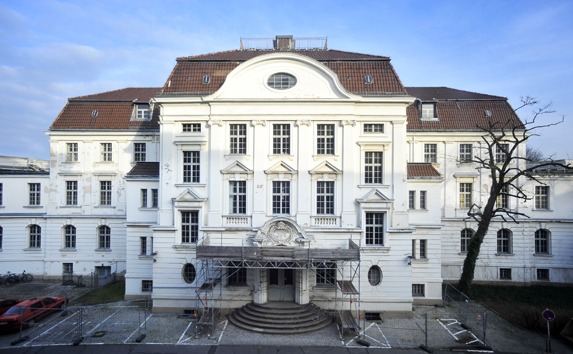
Le Cranzbau (1904/05) sur Hertzallee sur le site de l'ancien bureau des armes de l'armée

L'Académie technique militaire (MTA) est un centre de formation militaire supérieur de l'armée prussienne fondée à l'origine en 1876 et rétablie en 1903 à Berlin-Charlottenburg, pour la formation technico-scientifique et la formation professionnelle des officiers de toutes les branches des forces armées et en même temps qu'un centre de soins pour les sciences militaires. Des fonctionnaires administratifs y sont également formés. L'Académie doit être fermée en 1919 en vertu de l'article 176 du traité de Versailles.

## Recherche en armement
La nouvelle académie, fondée en 1903, disposait entre autres de son propre laboratoire de  balistique et de chimie. Des armes sont testées et développées ici pour le compte de l'armée et en coopération avec l'industrie. Après la fin de la Première Guerre mondiale, ce laboratoire continue à être exploité par le chef du laboratoire, Carl Cranz, déguisé en "laboratoire de physique technique" et devient plus tard une partie de la faculté de technologie générale du TH Charlottenbourg, qui devient à son tour la "faculté de technologie militaire" en 1935.

## Formation
La formation des officiers d'artillerie et des pionniers s'effectue depuis 1807 séparément à l'École combinée d'artillerie et du génie. En 1834, la formation des officiers du génie est d'abord transférée à l'Académie technique militaire et après son rétablissement en 1907, à l'école d'artillerie et du génie.
La formation après le rétablissement est divisée en départements d'armes, d'ingénierie et de transport et se déroule à l'académie sur une période de trois ans. L'académie est subordonnée à l'Inspection générale de l'instruction et de la formation militaires,.

## Conférenciers connus
- Carl Cranz
- Gerhard Hessenberg
- Konrad Knop
- Fritz Rausenberger
- Heinrich Rubens
- Max Rudeloff (de)
- Wilhelm Schwinning (de)